# Castanea, Pennsylvania
Castanea är en ort i Clinton County, Pennsylvania, USA